# Conciliação entre trabalho e vida pessoal
Na intersecção da vida privada e a profissional, a conciliação entre as vidas pessoal e profissional é o equilíbrio entre as duas. Existem muitos aspectos da vida pessoal que podem se cruzar com o trabalho, incluindo família, lazer e saúde. O equilíbrio entre vida pessoal e profissional é bidirecional; por exemplo, o trabalho pode interferir na vida privada e a vida privada pode interferir no trabalho. Este equilíbrio ou interface pode ser de natureza adversa (por exemplo, conflito entre vida pessoal e profissional) ou pode ser de natureza benéfica (por exemplo, enriquecimento entre vida profissional e pessoal). Uma investigação recente demonstrou que a interconexão entre vida profissional e a pessoal tornou-se menos delimitada, especialmente para os trabalhadores capacitados pela tecnologia.

## Teorias dominantes do relacionamento
Diversas teorias explicam diferentes aspectos da relação entre trabalho e vida familiar. A teoria das fronteiras e a teoria das bordas são as duas teorias fundamentais que os pesquisadores têm usado para estudar esses conflitos de papéis. Outras teorias são construídas sobre os fundamentos dessas duas teorias. Nas duas décadas desde que a teoria dos limites e a teoria das fronteiras foram propostas pela primeira vez, a ascensão das tecnologias da informação e comunicação (TIC) alterou drasticamente a interface entre vida profissional e pessoal. O trabalho agora pode ser concluído a qualquer hora e em qualquer local, o que significa que é mais provável que os domínios sejam combinados e que os limites quase não existam.
Sete teorias dominantes foram utilizadas para explicar esta relação no espectro fronteira-fronteira; Essas teorias são: funcionamento estrutural, segmentação, remuneração, remuneração suplementar e reativa, aprimoramento de papéis, repercussões e modelo de enriquecimento de trabalho.

### Funcionalismo estrutural
As raízes desta teoria remontam ao início do século XX, quando a revolução industrial separava o trabalho econômico da casa da família. Os avanços tecnológicos do século XIX em máquinas e manufatura iniciaram a separação do trabalho da família. Contudo, foi apenas no início do século XX que a primeira visão das teorias trabalho-família começou a tomar forma. O funcionalismo estrutural foi uma das teorias sociológicas dominantes do início do século 20 e uma das primeiras a se assemelhar às teorias modernas de trabalho-família.
A teoria do funcionalismo estrutural, que surgiu após a Segunda Guerra Mundial, foi largamente influenciada pela revolução industrial e pelas mudanças no papel social de homens e mulheres durante este período. Esta teoria implica que a vida se preocupa principalmente com duas esferas distintas: a vida produtiva que acontece no local de trabalho e a vida afetiva que acontece em casa. A teoria do funcionalismo estrutural acredita na existência de uma separação radical entre trabalho (instituição, local de trabalho ou mercado) e famílias. De acordo com esta teoria, estes dois (local de trabalho e família) funcionam melhor "quando homens e mulheres especializam as suas actividades em esferas separadas, as mulheres em casa fazendo trabalho expressivo e os homens no local de trabalho realizando tarefas instrumentais".

### Instituições gananciosas
Argumentou-se que os conflitos trabalho-família, em particular os conflitos de papéis, podem ser interpretados em termos do conceito de "instituições gananciosas" de Lewis A. Coser. Estas instituições são chamadas de “gananciosos” no sentido de que fazem exigências abrangentes ao compromisso e à lealdade dos indivíduos e tendem a desencorajar o envolvimento em outras esferas sociais. Instituições como ordens religiosas, seitas, universidades, desportos de alto nível, militares e quadros superiores têm sido interpretadas como instituições gananciosas. Por outro lado, também a família tem sido interpretada como uma instituição gananciosa face às exigências impostas ao cuidador. Quando uma pessoa está envolvida em duas instituições gananciosas – seja a creche e a universidade, ou a família e as forças armadas, ou outras – surgem conflitos de tarefas e funções.
Uma pesquisa do LinkedIn de 2020, baseada em mais de 2,9 milhões de respostas, concluiu que os funcionários que lutam para conciliar vida profissional e pessoal tinham 4,4 vezes mais probabilidade de apresentar sintomas de esgotamento ocupacional.

### Segmentação
Com base nesta teoria, trabalho e família não se afetam, pois são segmentados e independentes entre si. A literatura também relata o uso dos termos compartimentação, independência, separatividade, desengajamento, neutralidade e desapego para descrever esta teoria.

### Teoria da compensação
Em 1979, Piotrkowski argumentou que, de acordo com esta teoria, os funcionários "consideram suas casas como refúgios, [e] olham para suas famílias como fontes de satisfação que faltam na esfera ocupacional". O que distingue a teoria da compensação das teorias anteriores é que, na teoria da compensação, pela primeira vez, foi reconhecido o efeito positivo do trabalho para a família.

### Compensação suplementar e reativa
As teorias de compensação suplementar e reativa são duas dicotomias da teoria de compensação que foram desenvolvidas durante o final da década de 1980 e início da década de 1990. Enquanto a teoria da remuneração descreve o comportamento dos empregados na busca de uma recompensa alternativa na outra esfera, as teorias da remuneração suplementar e reativa tentam descrever a razão por trás do comportamento de compensação trabalho-família dos empregados.

### Teoria de aprimoramento de papéis
De acordo com esta teoria, a combinação de certos papéis tem um efeito positivo, e não negativo, no bem-estar. Esta teoria afirma que a participação num papel é melhor ou mais fácil em virtude da participação no outro papel. Além disso, esta teoria reconhece o efeito negativo da relação trabalho-família, em que, apenas para além de um determinado limite superior podem ocorrer sobrecarga e sofrimento, no entanto, o foco central desta perspectiva está principalmente nos efeitos positivos da relação trabalho e família, como o aprimoramento de recursos.

### Efeitos negativos do transbordamento
Transbordamento é um processo pelo qual a experiência de um funcionário em um domínio afeta sua experiência em outro domínio. Teoricamente, o transbordamento é percebido como um de dois tipos: positivo ou negativo. O transbordamento, como visão mais popular da relação entre trabalho e família, considera aspectos multidimensionais da relação trabalho e família.
De acordo com um estudo de 2021 da Even, 53% dos trabalhadores locais acharam difícil parar de pensar no trabalho nas horas vagas.

### Modelo de enriquecimento laboral
Essa teoria é um dos modelos recentes para explicar a relação entre trabalho e família. De acordo com este modelo, a experiência numa função (trabalho ou família) melhorará a qualidade de vida na outra função. Por outras palavras, este modelo tenta explicar os efeitos positivos da relação trabalho-família.

## Conflito trabalho–família
Os estudos sobre trabalho e família historicamente se concentram no estudo do conflito entre os diferentes papéis que os indivíduos desempenham em sua sociedade, especificamente seus papéis no trabalho e seus papéis como membro da família.
O conflito trabalho-família é definido como conflito entre funções em que a participação em uma função interfere na participação em outra. Greenhaus e Beutell (1985) diferenciam três fontes de conflito entre trabalho e família:
1. “o tempo dedicado aos requisitos de uma função torna difícil cumprir os requisitos de outra” (p. 76);
2. “a tensão da participação em uma função torna difícil cumprir os requisitos de outra” (p. 76);
3. “comportamentos específicos exigidos por uma função dificultam o cumprimento dos requisitos de outra” (p. 76).

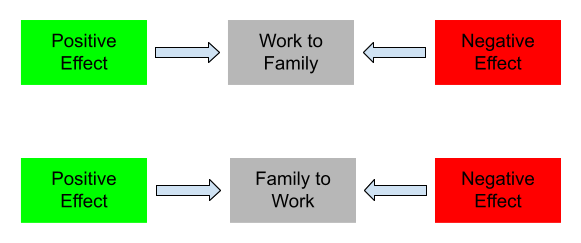
Adotado de Lavassani & Movahedi (2014), Interface trabalho-vida

Conceitualmente, o conflito entre trabalho e família é bidirecional. Os estudiosos distinguem entre o que é denominado conflito trabalho-família (WFC) e o que é denominado conflito família-trabalho (FWC). Esta visão bidirecional é exibida na figura à direita.
Assim, o CTF pode ocorrer quando as experiências no trabalho interferem na vida familiar, como jornada de trabalho extensa, irregulares ou inflexíveis. O conflito família-trabalho ocorre quando as experiências na família interferem na vida profissional. Por exemplo, um pai pode tirar uma folga do trabalho para cuidar de um filho doente. Embora estas duas formas de conflito – WFC e FWC – estejam fortemente correlacionadas entre si, mais atenção tem sido dirigida ao WFC. Isso pode acontecer porque as demandas familiares são mais elásticas do que os limites e responsabilidades da função profissional. Além disso, a pesquisa descobriu que os papéis de trabalho têm maior probabilidade de interferir nos papéis familiares do que os papéis familiares têm maior probabilidade de interferir nos papéis de trabalho.
Allen, Herst, Bruck e Sutton (2000)  descrevem em seu artigo três categorias de consequências relacionadas ao WFC: resultados relacionados ao trabalho (por exemplo, satisfação ou desempenho no trabalho), resultados não relacionados ao trabalho (por exemplo, vida ou família satisfação) e resultados relacionados ao estresse (por exemplo, depressão ou abuso de substâncias ). Por exemplo, o WFC demonstrou estar negativamente relacionado com a satisfação no trabalho, enquanto a associação é mais pronunciada para as mulheres.
A grande maioria dos estudos que investigaram as consequências do WFC interrogaram amostras de países ocidentais, como os EUA. Portanto, a generalização das suas descobertas está em questão. Felizmente, também existe literatura que estuda o WFC e as suas consequências noutros contextos culturais, como Taiwan e Índia. Lu, Kao, Cooper, Allen, Lapierre, O'Driscoll, Poelmans, Sanchez e Spector (2009) não conseguiram encontrar qualquer diferença cultural relacionada com os resultados do WFC relacionados e não relacionados com o trabalho quando compararam a Grã-Bretanha e Taiwan. Da mesma forma, Pal e Saksvik (2008) também não detectaram diferenças culturais específicas entre funcionários da Noruega e da Índia. No entanto, são necessárias mais pesquisas interculturais para compreender as dimensões culturais da construção do WFC.
A investigação relativa às intervenções para reduzir o CTF ainda é actualmente muito limitada. Como exceção, Nielson, Carlson e Lankau (2001)  mostraram que ter um mentor que o apoia no trabalho se correlaciona negativamente com o CTF do funcionário. No entanto, outras funções da mentoria, como o aspecto do modelo, parecem não ter efeito sobre o WFC. Portanto, os mecanismos pelos quais ter um mentor influencia a interface trabalho-família permanecem obscuros.
Em termos de intervenção primária e secundária existem alguns resultados. Hammer, Kossek, Anger, Bodner e Zimmerman conduziram um estudo de campo e mostraram que o treinamento de supervisores para mostrar um comportamento de maior apoio familiar levou ao aumento da saúde física em funcionários com alto índice de WFC. Ao mesmo tempo, os funcionários com pontuações baixas no WFC diminuíram até mesmo em termos de saúde física. Isto mostra que, embora as intervenções possam ajudar, é importante concentrar-se nas pessoas certas. Caso contrário, a intervenção prejudica mais do que ajuda.
Outro estudo mostrou que o treinamento de funcionários ajuda a reduzir o CTF relacionado ao trabalho por turnos . Além disso, esta formação é mais eficaz se o parceiro da pessoa focal também participar. Portanto, integrar a família na intervenção também parece ser útil.

## Enriquecimento trabalho–família
O enriquecimento trabalho-família ou facilitação trabalho-família é uma forma de repercussão positiva, definida como um processo pelo qual o envolvimento num domínio estabelece benefícios e/ou recursos que podem então melhorar o desempenho ou o envolvimento noutro domínio (Greenhaus & Powell, 2006). Por exemplo, o envolvimento no papel familiar é facilitado pela participação no papel profissional (Wayne, Musisca, & Fleeson, 2004).
Em contraste com o conflito trabalho-família, que está associado a várias consequências negativas, o enriquecimento trabalho-família está relacionado com resultados organizacionais positivos, como a satisfação e o esforço no trabalho (Wayne et al., 2004). Existem várias fontes potenciais das quais o enriquecimento pode surgir. Exemplos são que os recursos (por exemplo, humor positivo) adquiridos em uma função levam a um melhor funcionamento na outra função ou habilidades e atitudes que são adquiridas em uma função são úteis na outra função.
Vários antecedentes de enriquecimento trabalho-família foram propostos. Foi demonstrado que traços de personalidade, como extroversão e abertura a experiências, estão positivamente relacionados ao enriquecimento trabalho-família. A par dos antecedentes individuais, as circunstâncias organizacionais, tais como os recursos e as competências adquiridas no trabalho, promovem a ocorrência de enriquecimento trabalho-família. Por exemplo, habilidades como a comunicação interpessoal são aprendidas no trabalho e podem então facilitar a comunicação construtiva com os membros da família em casa.

## O papel da organização e do supervisor
A investigação centrou-se especialmente no papel da organização e do supervisor na redução do WFC. Os resultados fornecem evidências da associação negativa entre a disponibilidade de recursos adequados para a família fornecidos pelo local de trabalho e o WFC. O apoio geral da organização ajuda os funcionários a lidar com questões profissionais e familiares, de modo que o apoio organizacional está negativamente conectado ao WFC (Kossek, Pichler, Bodner, & Hammer, 2011). Além disso, Kossek et al. (2011) mostraram que o apoio específico trabalho-família tem uma ligação negativa mais forte com o conflito trabalho-família. Resultados interessantes de outros investigadores mostram que a cultura organizacional favorável à família também tem um efeito indireto no WFC através do apoio do supervisor e do apoio dos colegas de trabalho (Dolcoy & Daley, 2009). Surpreendentemente, algumas pesquisas também mostram que a utilização dos recursos fornecidos, como apoio ao cuidado infantil ou horários de trabalho flexíveis, não tem conexão longitudinal com o WFC (Hammer, Neal, Newson, Brockwood, & Colton, 2005). Este resultado vai contra suposições comuns. Além disso, o supervisor tem uma função de apoio social aos seus subordinados. Como Moen e Yu (2000)  demonstraram, o apoio dos supervisores é um indicador de níveis mais baixos de WFC. Apoio adicional para esta hipótese vem de um estudo conduzido por Thompson e Prottas (2005). Tendo em mente a função de suporte, as organizações devem ministrar treinamentos aos supervisores e conduzir o processo de seleção de novos colaboradores. Semelhante ao apoio organizacional, a meta-análise de Kossek et al. (2011) mostraram que o supervisor geral está negativamente conectado ao WFC. Mais uma vez, o apoio do supervisor específico ao trabalho e à família tem uma ligação negativa mais forte com o WFC. Além do apoio da organização e do supervisor, a pesquisa aponta uma terceira fonte de apoio no local de trabalho: o colega de trabalho. O apoio informal do colega de trabalho não só se correlaciona com aspectos positivos, como a satisfação no trabalho, mas também está associado negativamente a variáveis negativas, como o CTF (Dolcos & Doley, 2009; Thompson & Prottas, 2005).
Em termos de enriquecimento trabalho-família, os supervisores e as organizações também são relevantes, uma vez que são capazes de fornecer recursos importantes (por exemplo, competências e benefícios financeiros) e efeitos positivos.
Em termos de enriquecimento trabalho-família, os supervisores e as organizações também são relevantes, uma vez que são capazes de fornecer recursos importantes (por exemplo, competências e benefícios financeiros) e efeitos positivos.

## Métodos de pesquisa a investigar
Uma revisão metodológica realizada por Casper, Eby, Bordeaux, Lockwood e Lambert (2007)  resume os métodos de investigação utilizados na área da investigação trabalho-família de 1980 a 2003. Suas principais descobertas são:
- As descrições das características da amostra são muitas vezes inconsistentes e deixam de fora informações essenciais necessárias para avaliar se a generalização é apropriada ou não.
- As amostras são em sua maioria homogêneas, negligenciando a diversidade em relação a aspectos raciais, étnicos, culturais e famílias não tradicionais (por exemplo, pais solteiros ou homossexuais).
- O desenho de pesquisa da maioria dos estudos é transversal e correlacional. As configurações de campo são predominantes (97%). Apenas 2% utilizam projetos experimentais.
- Os inquéritos são utilizados principalmente para a recolha de dados (85%), enquanto os métodos qualitativos são utilizados com menos frequência. As medidas derivam principalmente de uma única pessoa (76%) e centram-se no nível individual de análise (89%). A este respeito, a investigação sobre, por exemplo, díades e grupos tem sido negligenciada.
- Estatísticas inferenciais simples são preferidas (79%) em vez de, por exemplo, modelagem de equações estruturais (17%).
- Em relação aos aspectos de confiabilidade, o coeficiente alfa é frequentemente fornecido (87%), atingindo, em média, 0,79. Escalas preexistentes são frequentemente utilizadas (69%) contendo medidas multi-item (79%).

À luz destes resultados, Casper, et al. (2007) apresentam diversas recomendações. Eles sugerem, por exemplo, que os investigadores devem utilizar desenhos de investigação mais longitudinais e experimentais, amostras, fontes de dados e níveis de análise mais diversificados.

## História
Lillian Moller Gilbreth estabeleceu a base filosófica para o equilíbrio entre vida pessoal e profissional.